# Łubnice (gmina, Sainte-Croix)
Łubnice est une gmina rurale du powiat de Staszów, Sainte-Croix, dans le centre-sud de la Pologne. Son siège est le village de Łubnice, qui se situe environ 17 km au sud de Staszów et 65 km au sud-est de la capitale régionale Kielce.
La gmina couvre une superficie de 84,14 km2 pour une population de 4 382 habitants.

## Géographie
La gmina inclut les villages de Beszowa, Borki, Budziska, Czarzyzna, Gace Słupieckie, Góra, Grabowa, Łubnice, Łyczba, Orzelec Duży, Orzelec Mały, Przeczów, Rejterówka, Słupiec, Szczebrzusz, Wilkowa, Wolica, Zalesie et Zofiówka.
La gmina borde les gminy de Czermin, Oleśnica, Pacanów, Połaniec, Rytwiany et Szczucin.